# Marsili (Vulkan)
Der Marsili ist der größte Unterwasservulkan Europas. Er liegt im Südteil des Tyrrhenischen Meeres nördlich der italienischen Insel Sizilien, etwa 175 km südlich von Neapel und 150 km westlich der Küste Kalabriens. Das Vulkanmassiv erstreckt sich über eine Fläche von etwa 2000 km². Der Fuß des Vulkans liegt etwa 2700 m und der Gipfel etwa 450 bis 500 m unter der Wasseroberfläche.
Der Vulkan wurde in den 1920er Jahren entdeckt und nach dem italienischen Wissenschaftler Luigi Ferdinando Marsili benannt.
Er ist einer von zahlreichen Unterwasservulkanen, die sich in einem Bogen entlang der Küste Siziliens und der Westküste Süditaliens in der Nähe der Grenzen der Eurasischen und Afrikanischen Platte finden, und die zur Bildung einer Reihe von Inseln geführt haben – unter anderem der Liparischen Inseln. Der Vulkan bildete sich vor etwa zwei Millionen Jahren und die letzte größere Eruption ereignete sich vor 3000 bis 5000 Jahren.
Bei einem Ausbruch des Vulkans oder bei Erdrutschen an seinen Flanken ist mit dem Entstehen von Tsunamis von bis zu 20 Metern an den angrenzenden Küsten zu rechnen. Er wird daher ständig mit Hilfe von Seismographen und Magnetometern überwacht.